# Cyklogeneza tropikalna

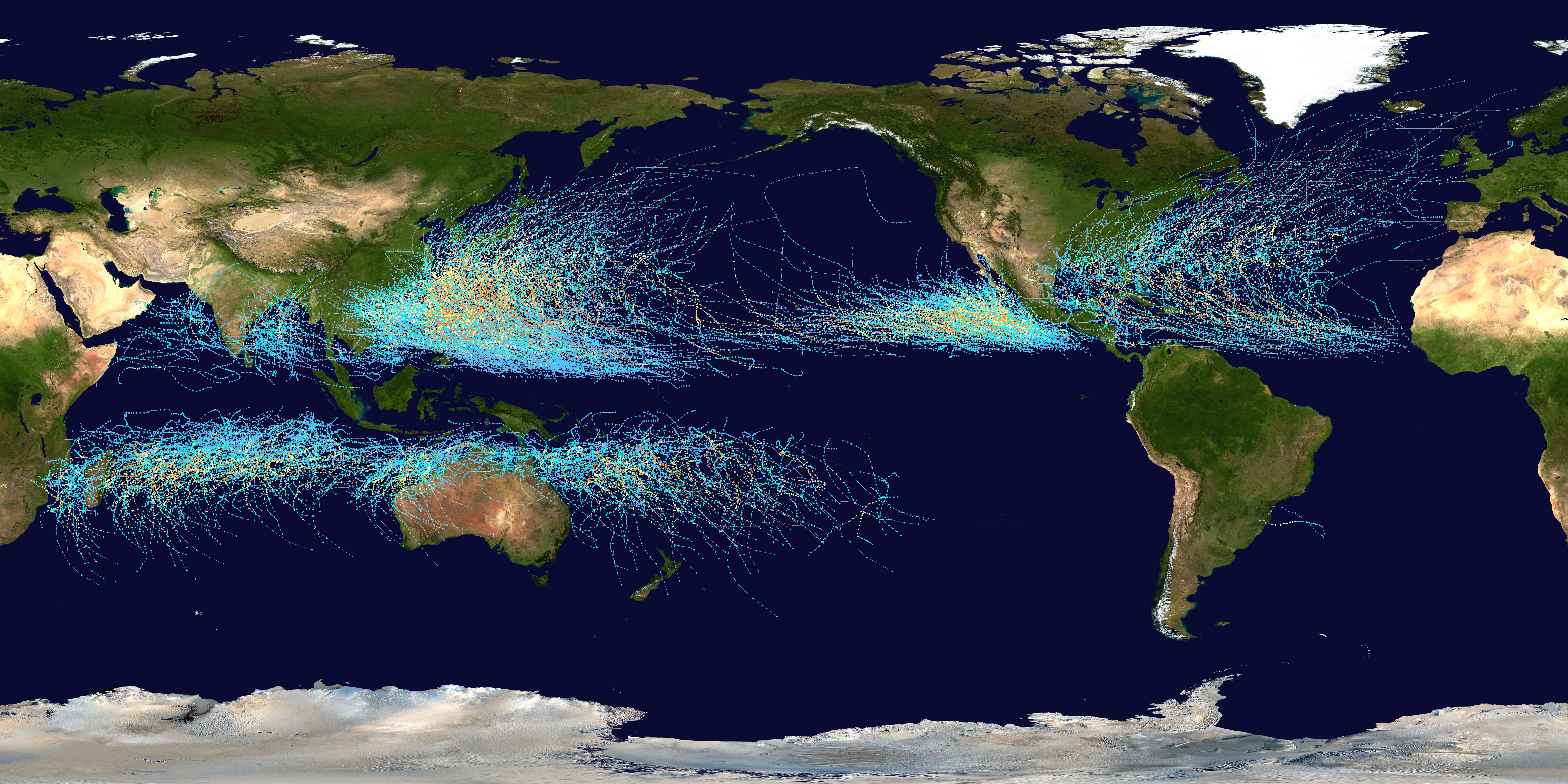
Ścieżki cyklonów tropikalnych na świecie

Cyklogeneza tropikalna - opisuje powstawanie i zmiany w intensywności cyklonów tropikalnych lub tajfunów i jest związana z układami konwekcyjnymi o tzw. ciepłym rdzeniu. 
Cyklogeneza tropikalna zależy od kilku warunków: dostatecznie wysokiej temperatury oceanu, niestabilnej atmosfery, wilgotności w średnich warstwach atmosfery, dostatecznej siły Coriolisa, zaburzenia ciśnienia w wysokich warstwach atmosfery, i umiarkowanego ścięcia wiatru.